# Miles Mohawk
Die Miles M.12 Mohawk war ein zweisitziges Kleinflugzeug des britischen Herstellers Phillips and Powis Aircraft (Vorgänger von Miles Aircraft). Es wurde 1936 auf Bestellung von Charles Lindbergh gebaut.

## Entwicklung und Konstruktion
Nachdem Charles Lindbergh im Jahr 1936 nach England gezogen war, bat er Frederick George Miles für ihn ein schnelles Langstreckenflugzeug für Reisen zwischen den verschiedenen Hauptstädten zu bauen. Aus der engen Zusammenarbeit zwischen Lindbergh und Miles entstand ein erstklassiges Flugzeug.
Wie Miles vorige Muster Nighthawk und Hawcon ist auch die Mohawk ein freitragender Tiefdecker mit Tragflächen aus einem mit Sperrholz verkleideten Fichtenholzrahmen. Während die inneren Sektionen der Tragflächen keine V-Stellung aufweisen, sind die äußeren Sektionen nach oben abgewinkelt und verjüngten sich zu den Spitzen hin. Der Rumpf besteht ebenfalls aus einer Struktur aus Fichtenholz, die mit Sperrholz beplankt ist. Die M.12 ist mit einem Spornradfahrwerk ausgerüstet. Beide Beine des Hauptfahrwerks sind mit einer aerodynamischen Verkleidung versehen.
Angetrieben wurde die Mohawk von einem Menasco Buccaneer B6S mit einer Nennleistung von 200 PS (147 kW).

## Nutzung

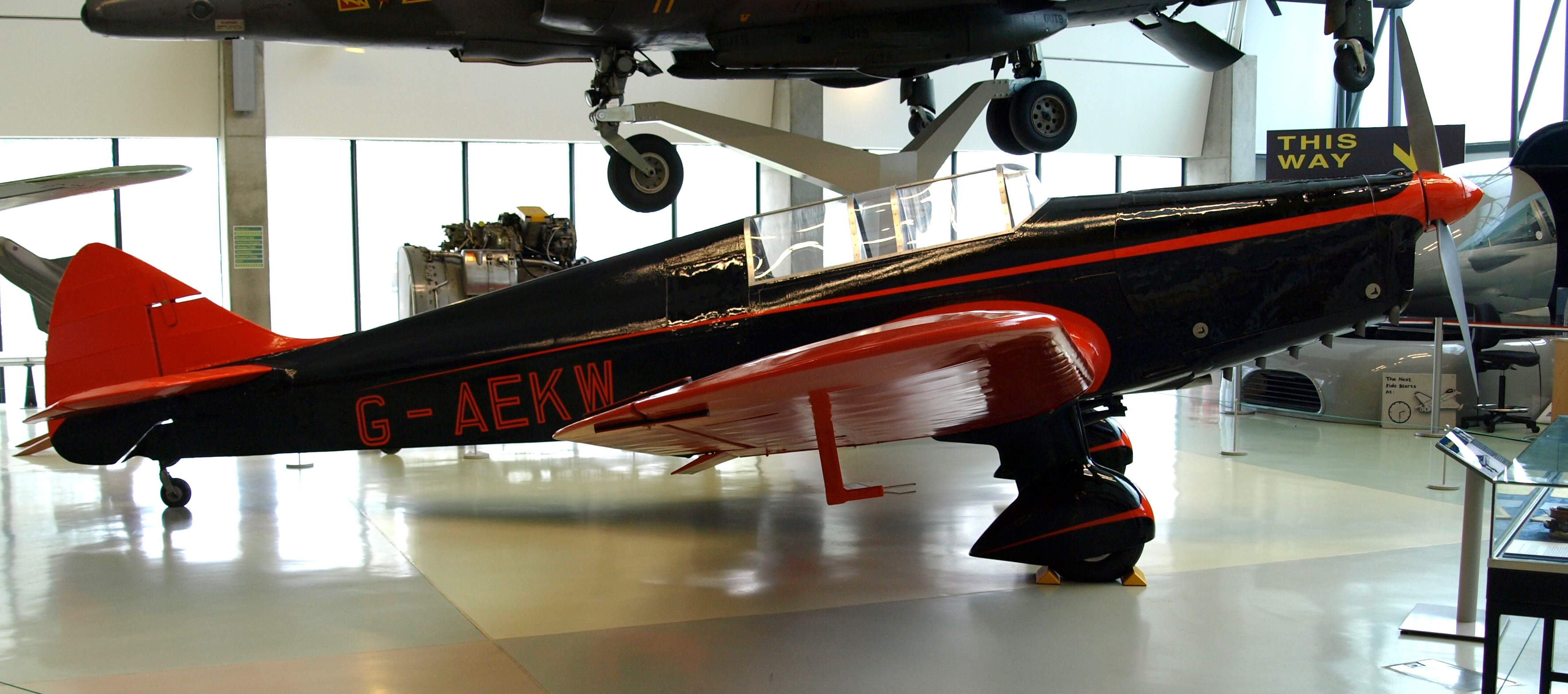
Die Miles Mohawk im Royal Air Force Museum in London

Die Mohawk erhielt das Luftfahrzeugkennzeichen G-AEKW am 17. Juli 1936, absolvierte aber ihren Jungfernflug erst am 22. August 1936. Sie erhielt ihr Lufttüchtigkeitszeugnis am 28. Januar 1937 und wurde dann einer Serie von Testflüge unter anderem durch Lindbergh selbst unterzogen. Am 1. Februar 1937 wurde die Maschine bei einer Zeremonie in Woodley offiziell an Lindbergh übergeben. Gleich nach der Zeremonie starteten Lindbergh und seine Frau zu einer Reise nach Indien. In den folgenden Jahren flogen die Lindberghs mit der Maschine durch ganz Europa, bis Lindbergh das Flugzeug am 4. April 1939 wieder nach Woodley zurückbrachte und dort einlagern ließ, bevor er in die Vereinigten Staaten zurückkehrte.
Im August 1939 inspizierte das Air Ministry die Mohawk, um eine mögliche Einziehung zum Militärdienst zu prüfen. Am 31. Oktober 1941 wurde das Flugzeug für die Royal Air Force requiriert und mit dem militärischen Kennzeichen HM503 versehen. Am 8. November wurde es auf dem Militärflugplatz Turnhouse in Schottland stationiert. Nach der Montage einer Propellers von Fairey-Reed im Mai 1943 wurde die Maschine zur RAF-Luftwaffenbasis Andover in Hampshire verlegt und von der Maintenance Command Communications Squadron genutzt. Dort wurde sie jedoch aufgrund von Problemen mit dem Motor selten eingesetzt und in Andover zurückgelassen als das Geschwader nach Babdown Farm verlegt wurde. Im Februar 1944 wurde sie schließlich zur fünften Instandhaltungseinheit auf der RAF-Luftwaffenbasis Kemble in Cirencester gebracht und dort eingelagert. Danach wurde sie von der Royal Air Force nicht mehr geflogen.
Im Mai 1946 wurde die Mohawk von Southern Aircraft erworben, restauriert und im Juli 1947 zum Kauf angeboten. Im August 1947 belegte sie mit einer Durchschnittsgeschwindigkeit von 138,5 mph (223 km/h) den zweiten Platz beim Folkestone Trophy Air Race. Im Oktober 1949 flog der neue Eigentümer Bruno Pini die Maschine zusammen mit Neville Browning nach Nordafrika, um an der Oran International Rally teilzunehmen. Auf dem Rückweg zwang sie ein Defekt zur Landung in Spanien. Obwohl es sich nur um einen kleinen Defekt handelte, gaben die Piloten das Flugzeug auf und kehrten nach England zurück. Seitdem wurde die Mohawk nicht mehr geflogen.

## Verbleib
Im Jahr 1973 wurde die Mohawk auf einem Schrottplatz in Sevilla entdeckt und von Lew Casey, Kurator des National Air and Space Museum zur Restaurierung in die USA gebracht. Nach vielen Versuchen mit geringem Erfolg entschied Casey, das Flugzeug dem Royal Air Force Museum zu stiften. So wurde die Mohawk im Oktober 2002 ins Vereinigte Königreich verschifft und durch das Museum restauriert. Seit August 2008 ist sie Teil der Ausstellung „Milestones of Flight“.

## Betreiber
Vereinigtes Königreich
- Royal Air Force

## Technische Daten
| Kenngröße             | Daten                                         |
| --------------------- | --------------------------------------------- |
| Besatzung             | 2                                             |
| Länge                 | 25,5 ft (7,77 m)                              |
| Spannweite            | 35 ft (10,67 m)                               |
| Höhe                  | 6,5 ft (1,98 m)                               |
| Flügelfläche          | 182,75 ft² (16,98 m²)                         |
| Leermasse             | 1.605 lb (728 kg)                             |
| max. Startmasse       | 2.700 lb (1.225 kg)                           |
| Reisegeschwindigkeit  | 150 kn (278 km/h)                             |
| Höchstgeschwindigkeit | 170 kn (315 km/h)                             |
| Triebwerke            | 1 × Menasco Buccaneer B6S mit 200 PS (147 kW) |